# Miloslav Mečíř
Miloslav Mečíř (* 19. Mai 1964 in Bojnice) ist ein ehemaliger tschechoslowakischer Tennisspieler. Sein größter Erfolg war der Gewinn der olympischen Goldmedaille.

## Leben
Mečíř, der aufgrund seiner gefühlvollen Spielweise und äußerst geschmeidigen Bewegungsabläufe auch „Die Katze“ genannt wurde, gewann seinen ersten Titel auf der ATP World Tour 1985 in Rotterdam, wo er im Finale Jakob Hlasek besiegte. In seiner Karriere gewann er insgesamt elf Einzel- und neun Doppeltitel. Seine besten Notierungen in der ATP-Weltrangliste erreichte er 1988 mit Position 4 im Einzel wie auch im Doppel.
Zweimal in seiner Karriere zog er ins Endspiel eines Grand-Slam-Turniers ein. Er unterlag 1986 bei den US Open wie auch 1989 bei den Australian Open jeweils Ivan Lendl. In der Doppelkonkurrenz stand er bei den Australian Open, den French Open und den US Open jeweils im Achtelfinale.
Höhepunkt seiner Karriere war der Gewinn der Goldmedaille bei den Olympischen Spielen 1988 in Seoul durch einen Finalsieg über Tim Mayotte. Zudem gewann er an der Seite von Milan Šrejber für die Tschechoslowakei die Bronzemedaille im Doppel.
Mečíř spielte zwischen 1983 und 1990 26 Einzel- und sechs Doppelpartien für die tschechoslowakische Davis-Cup-Mannschaft. Zweimal in diesem Zeitraum stand das Team im Halbfinale. 1985 verlor er bei der 0:5-Niederlage gegen Deutschland seine beiden Einzelpartien gegen Boris Becker und Michael Westphal; bei der 1:4-Niederlage gegen Schweden gewann er zwar an der Seite von Tomáš Šmíd das Doppel, gab aber seine beiden Einzel gegen Kent Carlsson und Stefan Edberg ab. 1987 gewann er mit der tschechoslowakischen Mannschaft den World Team Cup und 1989 den Hopman Cup.
1990 trat er im Alter von 26 Jahren wegen anhaltender Rückenbeschwerden vom Profisport zurück. Mečíř ist verheiratet, sein Sohn Miloslav Mečíř junior wurde ebenfalls Tennisprofi.
Mečíř ist Kapitän der slowakischen Davis-Cup-Mannschaft.

## Erfolge
| Legende (Siege in Klammern)   |
| Grand Slam                    |
| Olympische Spiele (1)         |
| Tennis Masters Cup (1)        |
| ATP Masters Series            |
| ATP International Series Gold |
| ATP International Series (18) |
| ATP Challenger Series         |

| Titel nach Belag |
| Hartplatz (6)    |
| Sand (9)         |
| Rasen            |
| Teppich (5)      |

### Einzel

#### Turniersiege
| Nr. | Datum              | Turnier                | Belag       | Finalgegner            | Ergebnis                |
| --- | ------------------ | ---------------------- | ----------- | ---------------------- | ----------------------- |
| 1.  | 18. März 1985      | Rotterdam              | Teppich (i) | Jakob Hlasek           | 6:1, 6:2                |
| 2.  | 29. April 1985     | Hamburg                | Sand        | Henrik Sundström       | 6:4, 6:1, 6:4           |
| 3.  | 4. April 1986      | Kitzbühel              | Sand        | Andrés Gómez           | 6:4, 4:6, 6:1, 2:6, 6:3 |
| 4.  | 4. August 1986     | Auckland               | Hartplatz   | Michiel Schapers       | 6:2, 6:3, 6:4           |
| 5.  | 26. Januar 1987    | Sydney                 | Hartplatz   | Peter Doohan           | 6:2, 6:4                |
| 6.  | 23. Februar 1987   | Miami                  | Hartplatz   | Ivan Lendl             | 7:5, 6:2, 7:5           |
| 7.  | 7. April 1987      | Dallas                 | Teppich (i) | John McEnroe           | 6:0, 3:6, 6:2, 6:2      |
| 8.  | 13. Juli 1987      | Stuttgart              | Sand        | Jan Gunnarsson         | 6:0, 6:2                |
| 9.  | 27. Juli 1987      | Hilversum              | Sand        | Guillermo Pérez Roldán | 6:4, 1:6, 6:3, 6:2      |
| 10. | 20. September 1988 | Olympische Spiele 1988 | Hartplatz   | Tim Mayotte            | 3:6, 6:2, 6:4, 6:2      |
| 11. | 13. März 1989      | Indian Wells           | Hartplatz   | Yannick Noah           | 3:6, 2:6, 6:1, 6:2, 6:3 |

#### Finalteilnahmen
| Nr. | Datum              | Turnier         | Belag         | Finalgegner            | Ergebnis           |
| --- | ------------------ | --------------- | ------------- | ---------------------- | ------------------ |
| 1.  | 19. Dezember 1983  | Adelaide        | Rasen         | Mike Bauer             | 6:3, 4:6, 1:6      |
| 2.  | 10. September 1984 | Palermo         | Sand          | Francesco Cancellotti  | 0:6, 3:6           |
| 3.  | 15. Oktober 1984   | Köln            | Hartplatz (i) | Joakim Nyström         | 6:7, 2:6           |
| 4.  | 21. Januar 1985    | Philadelphia    | Teppich (i)   | John McEnroe           | 6:7, 2:6           |
| 5.  | 13. Mai 1985       | Rom             | Sand          | Yannick Noah           | 3:6, 6:3, 2:6, 6:7 |
| 6.  | 7. September 1986  | US Open         | Hartplatz     | Ivan Lendl             | 4:6, 2:6, 0:6      |
| 7.  | 15. September 1986 | Hamburg (1)     | Sand          | Henri Leconte          | 2:6, 7:5, 4:6, 2:6 |
| 8.  | 30. März 1987      | Mailand         | Teppich (i)   | Boris Becker           | 4:6, 3:6           |
| 9.  | 27. April 1987     | Hamburg (2)     | Sand          | Ivan Lendl             | 1:6, 3:6, 3:6      |
| 10. | 3. August 1987     | Kitzbühel       | Sand          | Emilio Sánchez Vicario | 4:6, 1:6, 6:4, 1:6 |
| 11. | 8. Februar 1988    | Rotterdam       | Teppich (i)   | Stefan Edberg          | 6:7, 2:6           |
| 12. | 8. Februar 1988    | Orlando         | Hartplatz     | Andrei Tschesnokow     | 6:7, 1:6           |
| 13. | 29. Januar 1989    | Australian Open | Hartplatz     | Ivan Lendl             | 2:6, 2:6, 2:6      |

### Doppel

#### Turniersiege
| Nr. | Datum              | Turnier       | Belag         | Partner        | Finalgegner                        | Ergebnis           |
| --- | ------------------ | ------------- | ------------- | -------------- | ---------------------------------- | ------------------ |
| 1.  | 3. August 1986     | Hilversum (1) | Sand          | Tomáš Šmíd     | Tom Nijssen Johan Vekemans         | 6:4, 6:2           |
| 2.  | 12. Oktober 1986   | Toulouse      | Hartplatz (i) | Tomáš Šmíd     | Jakob Hlasek Pavel Složil          | 6:2, 3:6, 6:4      |
| 3.  | 3. Mai 1987        | Hamburg       | Sand          | Tomáš Šmíd     | Claudio Mezzadri Jim Pugh          | 4:6, 7:6, 6:2      |
| 4.  | 2. August 1987     | Hilversum (2) | Sand          | Wojciech Fibak | Tom Nijssen Johan Vekemans         | 7:6, 5:7, 6:2      |
| 5.  | 16. August 1987    | Prag          | Sand          | Tomáš Šmíd     | Stanislav Birner Jaroslav Navrátil | 6:3, 6:7, 6:3      |
| 6.  | 27. September 1987 | Barcelona     | Sand          | Tomáš Šmíd     | Javier Frana Christian Miniussi    | 6:1, 6:2           |
| 7.  | 15. November 1987  | Wembley       | Teppich (i)   | Tomáš Šmíd     | Ken Flach Robert Seguso            | 7:5, 6:4           |
| 8.  | 13. Dezember 1987  | Masters       | Teppich (i)   | Tomáš Šmíd     | Ken Flach Robert Seguso            | 6:4, 7:5, 6:7, 6:3 |
| 9.  | 6. Februar 1989    | Rotterdam     | Teppich       | Milan Šrejber  | Jan Gunnarsson Magnus Gustafsson   | 7:6, 6:0           |

#### Finalteilnahmen
| Nr. | Datum            | Turnier   | Belag | Partner    | Finalgegner                         | Ergebnis      |
| --- | ---------------- | --------- | ----- | ---------- | ----------------------------------- | ------------- |
| 1.  | 17. Mai 1987     | Rom       | Sand  | Tomáš Šmíd | Guy Forget Yannick Noah             | 2:6, 7:6, 3:6 |
| 2.  | 9. August 1987   | Kitzbühel | Sand  | Tomáš Šmíd | Emilio Sánchez Vicario Sergio Casal | 6:7, 6:7      |
| 3.  | 21. Februar 1988 | Mailand   | Sand  | Tomáš Šmíd | Boris Becker Eric Jelen             | 3:6, 3:6      |